# Мартинов Петро Іванович
Петро́ Іва́нович Марти́нов (* 12 червня 1867 — 19??) — київський поліцмейстр (1909—1911).

## Життєпис
Народився 12 червня 1867 року в Тифліській губернії. У 1886 році закінчив Тифліський кадетський корпус. З 1886 року в Санкт-Петербурзі, стає юнкером 2-го військового Костянтинівського училища.
У серпні 1888 року випускник 2-го Костянтинівського училища за першим розрядом підпоручик Петро Мартинов направляється для проходження служби в 155-й піхотний Кубинський полк, звідки наказом переводиться у новосформований Дилижанський резервний піхотний полк.
У полку заміщає цілий ряд посад: полкового скарбника, батальйонного ад'ютанта, завідувача полкового лазарета. Молодого офіцера помічають, і 1896 року відряджають у штаб Кавказького військового округу «для тримання попереднього іспиту на вступ до академії Генерального штабу». Однак складати іспит поручику Мартинову не довелося: він несподівано захворів і після одужання змушений був повернутися в свій полк.
У січні 1900 поручик Мартинов направляється в чергове службове відрядження в штаб Окремого корпусу жандармів.
1 червня 1900 року переведений в Окремий корпус жандармів. Нова служба, тепер уже жандармського офіцера, пов'язана з частими переїздами: Варшава, Баку, Тбілісі.
Саме ротмістрові Мартинову в грудні 1905 року, в розпал революційних подій у Росії, було доручено виконувати обов'язки Тифліського поліцмейстера. Впорався він з цим дорученням блискуче. Про що, зокрема, свідчить і його підвищення у підполковники, влітку 1906 року.
Влітку 1906 року в Тифлісі поліції належало затримати групу революціонерів, які зібралися на конспіративну сходку. Керівництво операцією взяв на себе підполковник Мартинов. На одній з вулиць, з другого поверху житлового будинку, в поліцейських була кинута бомба. Очевидець цієї події пізніше свідчив: «Мартинов був осколком бомби, що розірвалася важко поранений … Але він, як завжди в таких випадках, не розгубився. Знівечений, обливаючись кров'ю і, лежачи на бруківці, Мартинов знайшов в собі сили, щоб відкрити зараз же вогонь по бомбометальникам і попередив іншу, готову вже до метання бомбу …».
У листопаді 1907 підполковник Мартинов призначається виконувачем обов'язків Київського поліцмейстера. І буквально через місяць керівник місцевої поліції рапортує про успішне завершення грандіозної операції: заарештований весь склад Південноросійського конференції РСДРП і розгромлений Київський комітет партії соціал-демократів.
З 5 січня 1909 по грудень 1909 року виконувач обов'язків бакинського градоначальника.
У 1916—1917 — губернатор Чорноморської губернії.

## Нагороди та відзнаки
- Кілька орденів і медалей Російської імперії
- Перський орден Лева і Сонця.
- Бухарський орден Золотої Зірки.